# Klasnatka
Klasnatka (Elsholtzia) je rod rostlin, patřící do čeledi hluchavkovité (Lamiaceae). Zahrnuje zhruba 40 druhů aromatických bylin, polokeřů nebo keřů, rozšířených především v temperátních a tropických oblastech Asie. Některé z nich jsou pěstovány pro okrasu i pro své medicínské nebo gastronomické využití. Rod je pojmenován po německém lékaři a botanikovi 17. století Johannu Elsholtzovi.

## Popis
Jednoleté či vytrvalé byliny, polokeře a keře, často aromatické, se vstřícnými, řapíkatými, vejčitými nebo eliptickými, na vrcholu zašpičatělými listy. Oboupohlavné, osově souměrné květy jsou uspořádány v lichopřeslenech tvořících hustě nahloučené válcovité nebo víceméně jen jednostranné lichoklasy. Listeny mohou být různého tvaru, vzhledově se liší od asimilačních listů, v květenství bývají střechovitě uspořádané. Čtyři tyčinky i čnělka pestíku vyčnívají daleko z korunní trubky. Barva květů je bílá, nažloutlá, růžová nebo fialová; kvetou obvykle v pozdním létě a na podzim a jsou opylovány hmyzem, kterému za odměnu poskytují hojnost nektaru. Plody jsou 4 tvrdky, z nichž často nedozrávají všechny.

## Ekologie a rozšíření
Zástupci rodu klasnatka se vyskytují na velké části asijského kontinentu, chybí jen na Předním východě, ve Střední Asii a na východní Sibiři. Centrem jeho druhové diverzity je východní Asie, hlavně Čína, z níž je udáváno 33 druhů. Obvyklými biotopy jsou vlhčí horská údolí nebo naopak suché a výslunné travnaté či skalnaté svahy, břehy vodních toků, světlé, například borové lesy, okraje křovin a lesní lemy, některé rostou i v hustých stinnějších lesích či na ruderálních stanovištích. V teplejších oblastech šplhají až do nadmořských výšek přes 2500 m. Některé pěstované druhy zplaněly i v jiných částech světa mimo původní areál, především v Evropě a Severní Americe. Z české květeny se jako příležitostně zplaňující neofyt uvádí jednoletá klasnatka brvitá (Elsholtzia ciliata).

## Význam
Mnohé druhy jsou pěstovány jak pro okrasu, tak i pro své medicínské nebo gastronomické využití. Otužilá pro pěstování v ČR je například polokeřovitá Elsholtzia stauntonii, dekorativní bohatými růžovými, dlouho rozkvetlými květy i podzimním zbarvením listů a vhodná do skupinových výsadeb; doposud má však pouze sbírkový význam. Vyžaduje plné slunce, kyprou humózní půdu a pravidelný jarní řez. Pěstuje se též zmíněná klasnatka brvitá (E. ciliata), jejíž citrusově vonící listy jsou užívány v asijské kuchyni do bylinkových směsí a jako koření k těžším masitým pokrmům.

## Galerie

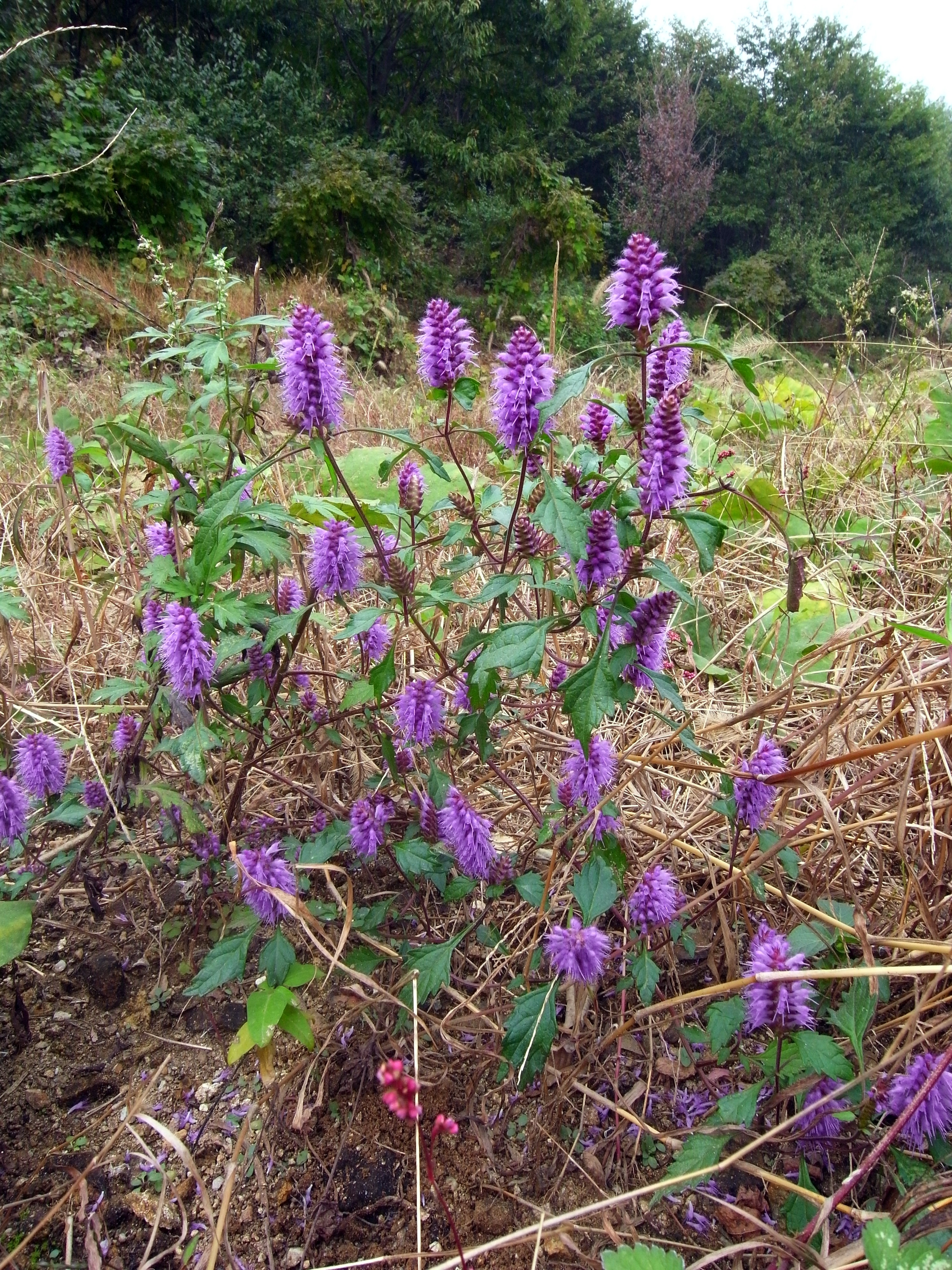
Elsholtzia splendens – volně rostoucí keřík
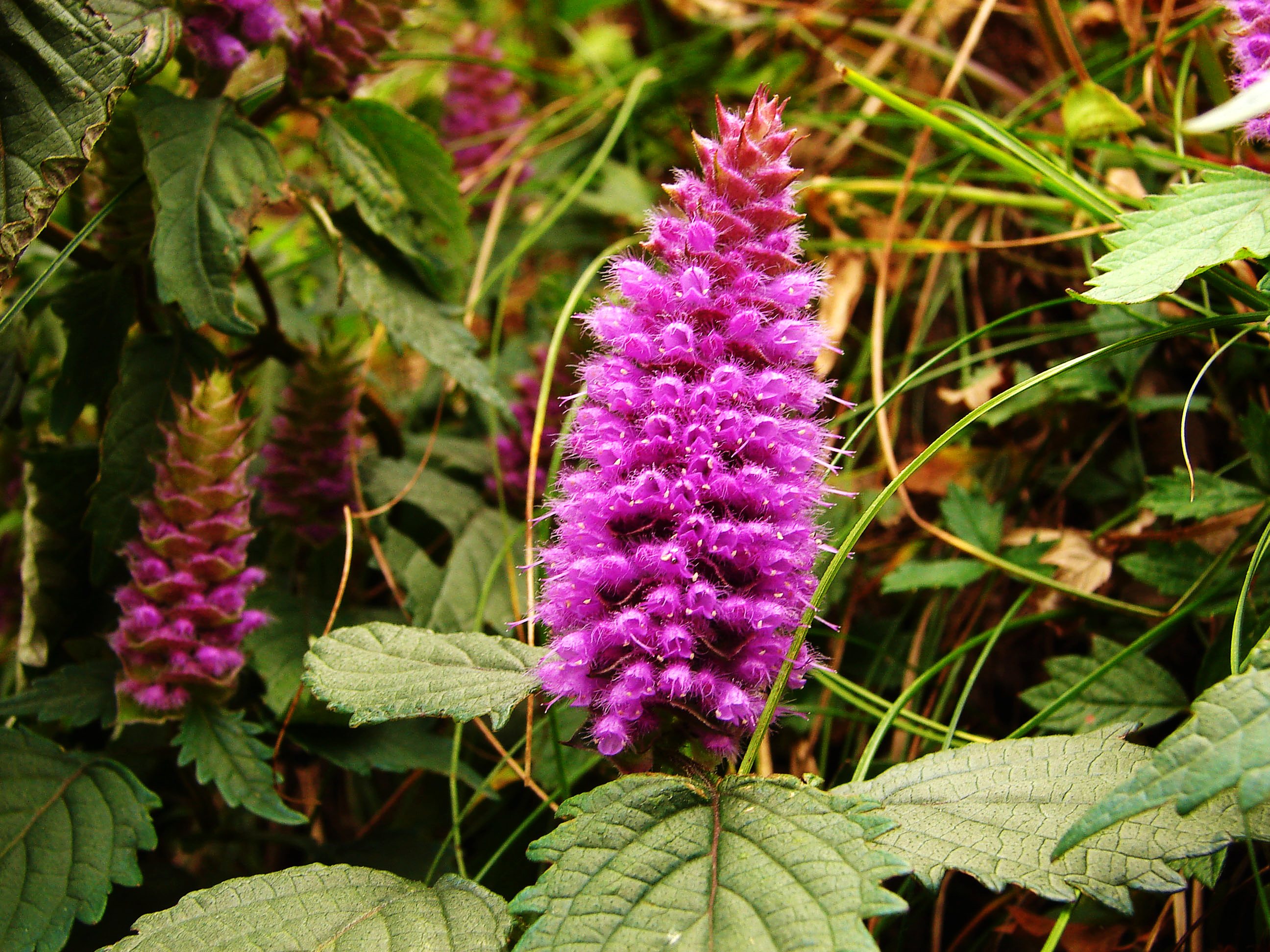
Elsholtzia splendens – detail květenství
Elsholtzia ciliata – celkový habitus
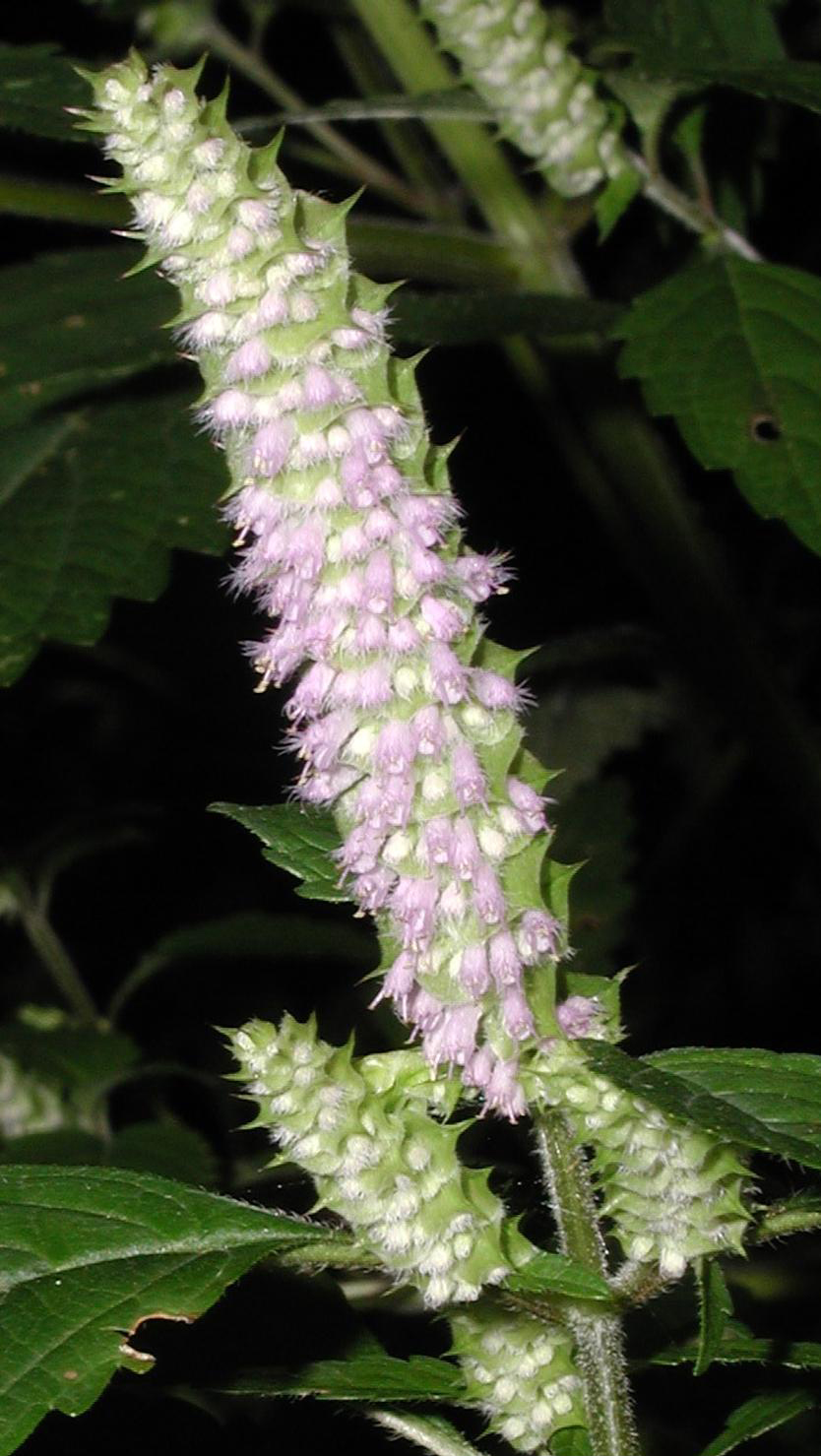
Elsholtzia ciliata – detail jednostranného květenství
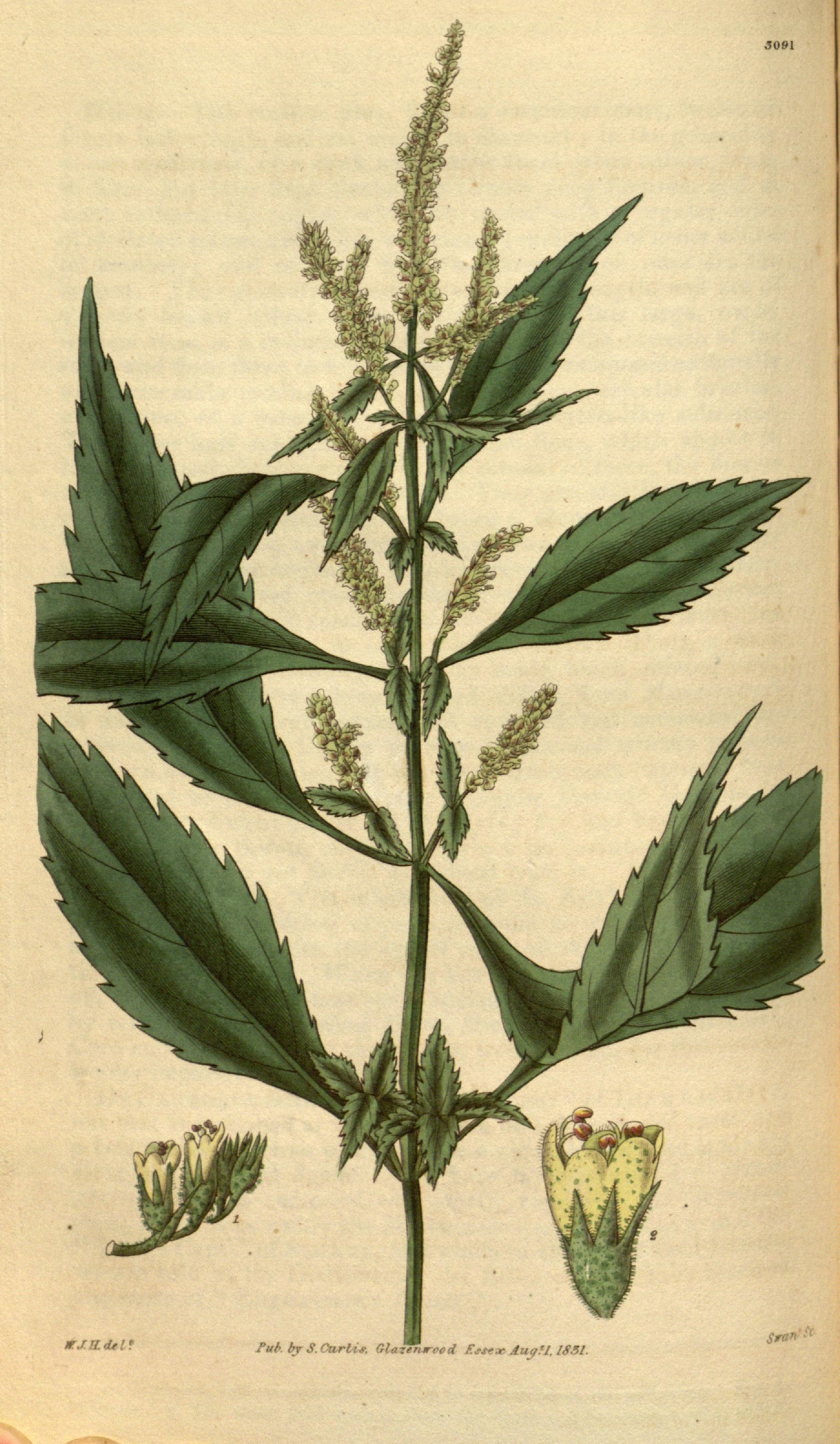
Elsholtzia blanda – botanická ilustrace
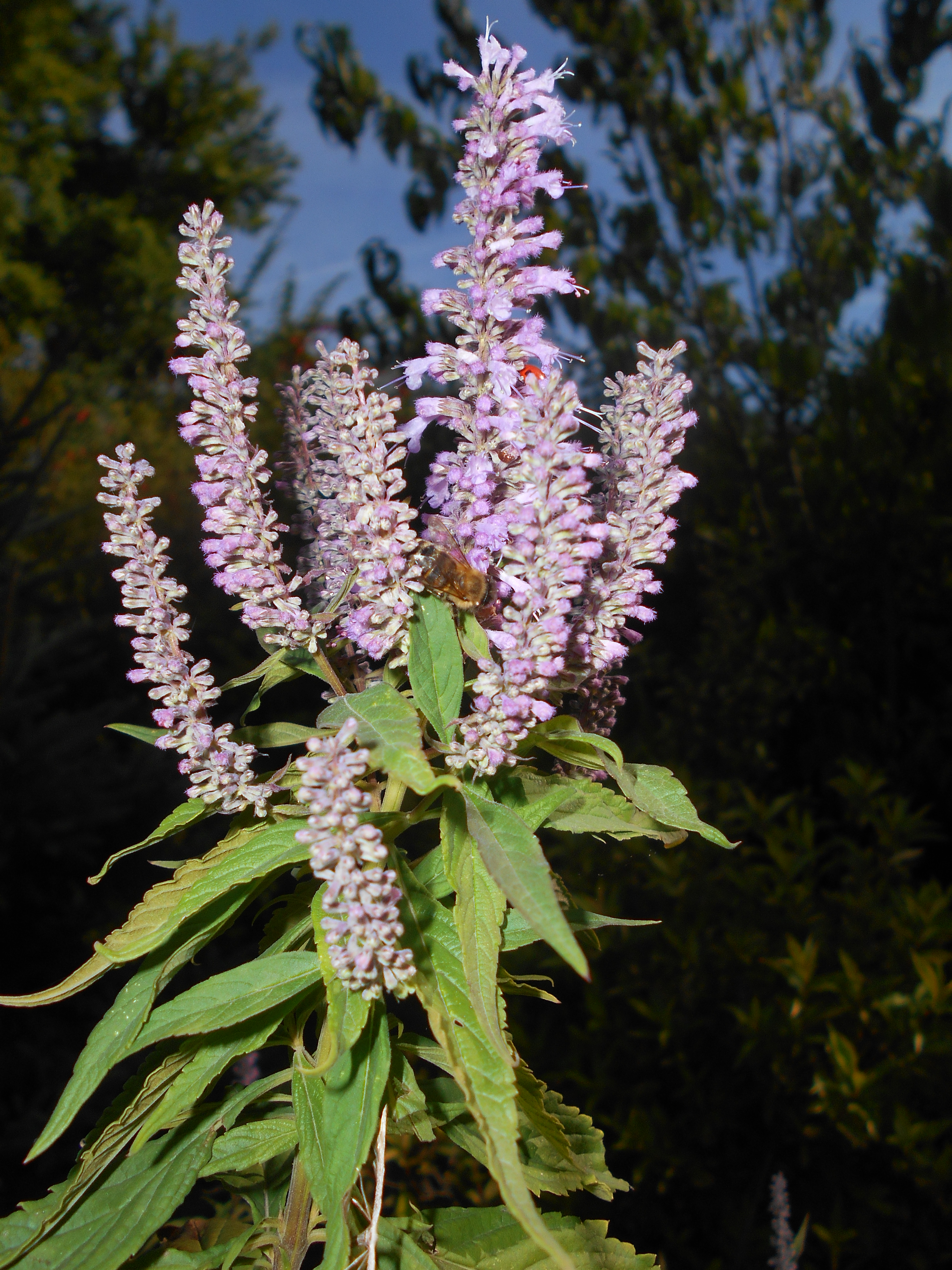
Bohatě květoucí Elsholtzia stauntonii